# Lorenzo Venturino
Lorenzo Venturino (Genova, 22 giugno 2006) è un calciatore italiano, attaccante del Genoa.

## Caratteristiche tecniche
Ala offensiva, Venturino si distingue per le spiccate doti offensive e per la rapidità.

## Carriera

### Club
Promosso in pianta stabile in prima squadra nella stagione 2024-2025, il 17 gennaio 2025 debutta in prima squadra contro la Roma al 68', sostituendo Alessandro Zanoli. Il 24 maggio seguente, al debutto da titolare, segna i suoi primi gol in Serie A con una doppietta nel successo per 1-3 in casa del Bologna.

## Statistiche

### Presenze e reti nei club
Statistiche aggiornate al 15 agosto 2025.
| Stagione        | Squadra         | Campionato      | Campionato | Campionato | Coppe nazionali | Coppe nazionali | Coppe nazionali | Coppe continentali | Coppe continentali | Coppe continentali | Altre coppe | Altre coppe | Altre coppe | Totale | Totale | Totale |
| Stagione        | Squadra         | Comp            | Pres       | Reti       | Comp            | Pres            | Reti            | Comp               | Pres               | Reti               | Comp        | Pres        | Reti        | Pres   | Reti   |        |
| --------------- | --------------- | --------------- | ---------- | ---------- | --------------- | --------------- | --------------- | ------------------ | ------------------ | ------------------ | ----------- | ----------- | ----------- | ------ | ------ | ------ |
| 2024-2025       | Genoa           | A               | 6          | 2          | CI              | 0               | 0               | -                  | -                  | -                  | -           | -           | -           | 6      | 2      |        |
| 2025-2026       | Genoa           | A               | 0          | 0          | CI              | 1               | 0               | -                  | -                  | -                  | -           | -           | -           | 1      | 0      |        |
| Totale carriera | Totale carriera | Totale carriera | 6          | 2          |                 | 1               | 0               |                    | -                  | -                  |             | -           | -           | 7      | 2      |        |